# Стефані дель Валле
Стефані дель Валле Діас (нар. 30 грудня 1996) — пуерто-риканська музикантка, модель та переможниця конкурсу «Міс Світу» 2016, який проходив у місті Вашингтон, США. Вона стала другою Міс Світу з Пуерто-Рико.

## Кар'єра
Стефані дель Валле є студенткою університету Пейс в Нью-Йорку, де вивчає комунікації та правознавство. До участі в конкурсах краси співпрацювала з пуерто-риканським дизайнером Карлосом Альберто. Дель Валле володіє трьома мовами: англійською, іспанською та французькою.
Спершу вона здобула перемогу у конкурсі «Міс Пуерто-Рико», виступаючи від муніципалітету Тоа-Баха. Після цього вона представляла Пуерто-Рико на конкурсі "Міс Світу", який пройшов 18 грудня 2016 року в місті Вашингтон, і здобула на ньому перемогу.